# Östtyskland i olympiska spelen
Östtyskland (DDR) deltog med eget lag första gången vid olympiska sommarspelen 1968. 1984 bojkottade man olympiska sommarspelen i Los Angeles, och fyra år senare var sista gången man var med i olympiska spelen. Mellan 1968 och 1988 deltog Östtyskland i samtliga olympiska vinterspel.

## Medaljer

### Medaljer efter sommarspel
| Spel                     | Guld                              | Silver                            | Brons                             | Totalt                            |
| Helsingfors 1952         | Deltog inte                       | Deltog inte                       | Deltog inte                       | Deltog inte                       |
| Melbourne/Stockholm 1956 | Deltog som Tysklands förenade lag | Deltog som Tysklands förenade lag | Deltog som Tysklands förenade lag | Deltog som Tysklands förenade lag |
| Rom 1960                 | Deltog som Tysklands förenade lag | Deltog som Tysklands förenade lag | Deltog som Tysklands förenade lag | Deltog som Tysklands förenade lag |
| Tokyo 1964               | Deltog som Tysklands förenade lag | Deltog som Tysklands förenade lag | Deltog som Tysklands förenade lag | Deltog som Tysklands förenade lag |
| Mexico City 1968         | 9                                 | 9                                 | 7                                 | 25                                |
| München 1972             | 20                                | 23                                | 23                                | 66                                |
| Montreal 1976            | 40                                | 25                                | 25                                | 90                                |
| Moskva 1980              | 47                                | 37                                | 42                                | 126                               |
| Los Angeles 1984         | Deltog inte                       | Deltog inte                       | Deltog inte                       | Deltog inte                       |
| Seoul 1988               | 37                                | 35                                | 30                                | 102                               |
| Totalt                   | 153                               | 129                               | 127                               | 409                               |

### Medaljer efter vinterspel
| Spel                   | Guld                              | Silver                            | Brons                             | Totalt                            |
| Oslo 1952              | Deltog inte                       | Deltog inte                       | Deltog inte                       | Deltog inte                       |
| Cortina d'Ampezzo 1956 | Deltog som Tysklands förenade lag | Deltog som Tysklands förenade lag | Deltog som Tysklands förenade lag | Deltog som Tysklands förenade lag |
| Squaw Valley 1960      | Deltog som Tysklands förenade lag | Deltog som Tysklands förenade lag | Deltog som Tysklands förenade lag | Deltog som Tysklands förenade lag |
| Innsbruck 1964         | Deltog som Tysklands förenade lag | Deltog som Tysklands förenade lag | Deltog som Tysklands förenade lag | Deltog som Tysklands förenade lag |
| Grenoble 1968          | 1                                 | 2                                 | 2                                 | 5                                 |
| Sapporo 1972           | 4                                 | 3                                 | 7                                 | 14                                |
| Innsbruck 1976         | 7                                 | 5                                 | 7                                 | 19                                |
| Lake Placid 1980       | 9                                 | 7                                 | 7                                 | 23                                |
| Sarajevo 1984          | 9                                 | 9                                 | 6                                 | 24                                |
| Calgary 1988           | 9                                 | 10                                | 6                                 | 25                                |
| Totalt                 | 39                                | 36                                | 35                                | 110                               |

### Medaljer efter sommarsport
| Sport         | Guld | Silver | Brons | Totalt |
| Boxning       | 5    | 2      | 6     | 13     |
| Brottning     | 2    | 3      | 2     | 7      |
| Cykling       | 6    | 6      | 4     | 14     |
| Fotboll       | 1    | 1      | 1     | 3      |
| Friidrott     | 38   | 36     | 35    | 109    |
| Fäktning      | 0    | 1      | 0     | 1      |
| Gymnastik     | 6    | 13     | 17    | 36     |
| Handboll      | 1    | 1      | 1     | 3      |
| Judo          | 1    | 2      | 6     | 9      |
| Kanotsport    | 14   | 7      | 9     | 30     |
| Rodd          | 33   | 7      | 8     | 48     |
| Segling       | 2    | 2      | 2     | 6      |
| Simhopp       | 2    | 2      | 3     | 7      |
| Simning       | 38   | 32     | 22    | 92     |
| Skytte        | 3    | 8      | 5     | 16     |
| Tyngdlyftning | 1    | 4      | 6     | 11     |
| Volleyboll    | 0    | 2      | 0     | 2      |
| Totalt        | 153  | 129    | 127   | 409    |

### Medaljer efter vintersport
| Sport               | Guld | Silver | Brons | Totalt |
| Backhoppning        | 2    | 3      | 2     | 7      |
| Bob                 | 5    | 5      | 3     | 13     |
| Konståkning         | 3    | 3      | 4     | 10     |
| Längdskidåkning     | 2    | 1      | 1     | 4      |
| Längdskridskoåkning | 8    | 12     | 9     | 29     |
| Nordisk kombination | 3    | 0      | 4     | 7      |
| Rodel               | 13   | 8      | 8     | 29     |
| Skidskytte          | 3    | 4      | 4     | 11     |
| Totalt              | 39   | 36     | 35    | 110    |